# Граф де Хельвес
Граф де Хельвес — испанский дворянский титул. Он был создан в 1529 году королем Испании Карлосом I для Хорхе Альберто де Португаля и Мело (ок. 1470—1534), внука 2-го герцога де Браганса.
Название графского титула происходит от названия муниципалитета Хельвес, провинция Севилья, автономное сообщество Андалусия.

## Графы де Хельвес
- Хорхе Альберто де Португаль и Мело (ок. 1470—1534), 1-й граф де Хельвес, сын Альваро де Браганса (ок. 1440—1504), сеньора де Тентугал, Повуа, Буаркош и Кадавал де Лима, и Филиппы де Мело.
- Альваро де Португаль и Колон де Толедо (1532—1581), 2-й граф де Хельвес. Сын предыдущего и Исабель Колон де Толедо
- Хорхе Альберто де Португаль и Фернандес де Кордова (1566—1589), 3-й граф де Хельвес, сын предыдущего и Леонор Фернандес де Кордовы и Милан де Арагон
- Леонор Франсиска де Португаль Колон де Толедо и Висентело (1583—1618), 4-я графиня де Хельвес, дочь предыдущего и Бернардины Висентело де Лека и Корсо
- Каталина де Кастро и Португаль (1607—1634), 5-я графиня де Хельвес, дочь предыдущей и Фернандо Руиса де Кастро (1580—1608)
- Педро Нуньо Колон де Португаль и Кастро (1618—1673), 6-й граф де Хельвес, сын предыдущей и Альваро Хасинто Колона де Португаля, 5-го герцога де Верагуа
- Педро Мануэль Колон де Португаль и де ла Куэва (1651—1710), 7-й граф де Хельвес, сын предыдущего и Исабель де ла Куэвы и Энрикес де Кабреры, 5-й герцогини де Нахера
- Педро Нуньо Колон де Португаль (1676—1736), 8-й граф де Хельвес, 8-й герцог де Верагуа, сын предыдущего и Терезы Марианны де Айяла и Толедо, 4-й маркизы де Сан-Леонардо
- Каталина Колон де Португаль и Айяла (1690—1739), 9-я графиня де Хельвес, младшая сестра предыдущего
- Хакобо Франсиско Фитц-Джеймс Стюарт и Колон и Португаль (1718—1785), 10-й граф де Хельвес, 3-й герцог де Бервик, 3-й герцог Лирия-и-Херика, сын Хакобо Франсиско Фитц-Джеймса Стюарта и Бурга (1696—1738) и Каталины Вентуры де Колон и Португаль, 9-й графини де Хельвес
- Карлос Бернардо Фитц-Джеймс Стюарт и Сильва (1752—1787), 11-й граф де Хельвес, 4-й герцог де Бервик, 4-й герцог Лирия-и-Херика, сын предыдущего и Марии Терезы де Сильва и Альварес де Толедо
- Хакобо Фелипе Фитц-Джеймс Стюарт цу Штольберг-Гедерн[исп.] (1773—1794), 12-й граф де Хельвес, сын предыдущего и принцессы Каролины цу Штольберг-Гедерн (1755—1828)
- Хакобо Фитц-Джеймс Стюарт и Сильва (1792—1795), 13-й граф де Хельвес, старший сын предыдущего и Марии Терезы де Сильва и Фернандес де Ихар и де Палафокс (1772—1818)
- Карлос Мигель Фитц-Джеймс Стюарт и Сильва (1794—1835), 14-й граф де Хельвес, 14-й герцог де Альба. Младший сын Хакобо Филипе Фитц-Джеймса Стюарта и Сильвы (1773—1794), 5-го герцога де Лириа-и-Херика и 5-го герцога Бервика (1787—1794), и Марии Терезы Фернандес и Палафокс (1772—1818)
- Хакобо Фитц-Джеймс Стюарт и Вентимилья (1821—1881), 15-й граф де Хельвес, 15-й герцог Альба, старший сын Карлоса Мигеля Фитц-Джеймса Стюарта и Розалии Вентимилья ди Граммонте и Монкада (1798—1868)
- Карлос Мария Фитц-Джеймс Стюарт и Портокарреро (1849—1901), 16-й граф де Хельвес, 16-й герцог Альба, единственный сын Хакобо Фитц-Джеймса Стюарта и Вентимилья (1821—1881), 15-го герцога Альба (1835—1881). Его матерью была Мария Францеска де Палафокс и Портокарреро де Гусман и Киркпатрик (1825—1860)
- Хакобо Фитц-Джеймс Стюарт и Фалько (1878—1953), 17-й граф де Хельвес, 17-й герцог Альба, старший сын Карлоса Марии Фитц-Джеймса Стюарта и Палафокса (1849—1901), 16-го герцога Альба-де-Тормес (1881—1901), и Марии дель Росарио Фалько и Осорио (1854—1904), 21-й графине де Сируэла
- Мария дель Росарио Каэтана Фитц-Джеймс Стюарт и Сильва (1926—2014), 18-я графиня де Хельвес, 18-я герцогиня Альба, единственная дочь Хакобо Фитц-Джеймса Стюарта и Фалько (1878—1953), 17-го герцога Альба и Марии дель Росарио де Сильва и Гуртубай (1900—1934), 15-й герцогини Алиага
- Карлос Фитц-Джеймс Стюарт и Мартинес де Ирухо (род. 1948), 19-й граф де Хельвес, 19-й герцог Альба, старший сын Марии дель Росарио Каэтаны Альфонсы Виктории Евгении Франциски Фитц-Джеймс Стюарт и Сильва (1926—2014), 18-й герцогини Альба от первого брака с Луисом Мартинесом де Ирухо-и-Артаскоса (1919—1972).